# Lupinus jean-julesii
Lupinus jean-julesii är en ärtväxtart som beskrevs av Charles Piper Smith. Lupinus jean-julesii ingår i släktet lupiner, och familjen ärtväxter. Inga underarter finns listade i Catalogue of Life.